# Wuxi Maoye City
El Wuxi Maoye City es un rascacielos ubicado en la ciudad china de Wuxi. La construcción del edificio comenzó oficialmente en 2007. En 2014 se terminó en su totalidad. Con una altura de 304 metros es el cuarto rascacielos más alto de la ciudad, después del The Wharf Times Square, el Wuxi Suning Plaza y el Longxi International Hotel. Sus 68 pisos albergan un hotel Marriott.